# Огбу, Иго
Иго Огбу (англ. Igoh Ogbu; род. 8 февраля 2000, Джос) — нигерийский футболист, защитник клуба «Славия».

## Клубная карьера
Огбу — воспитанник клуба «Гомиби Юнайтед». В 2018 году он подписал контракт с норвежским «Русенборгом». В том же году для получения игровой практики Иго на правах аренды перешёл в «Левангер». 8 апреля в матче против «Олесунна» он дебютировал в Первом дивизионе Норвегии. По окончании аренды Огбу вернулся в «Русенборг». 19 июня 2019 года в поединке Кубка Норвегии против «Улл/Киса» он дебютировал за основной состав.
Летом 2019 года Огбу был арендован «Согндалом». 4 августа в матче против «Улл/Киса» он дебютировал за новый клуб. 6 октября в поединке против «Саннес Ульф» Иго забил свой первый гол за «Согндал». По окончании аренды клуб выкупил трансфер игрока.
Летом 2021 гоа Огбу перешёл в «Лиллестрём». 15 мая в матче против «Стрёмгодсета» он дебютировал в Типпелиге. В этом же поединке Иго забил свой первый гол за «Лиллестрём». В начале 2023 года Огбу перешёл в пражскую «Славию». Сумма трансфера составила 2,5 млн евро. 11 февраля в матче против «Зброёвки» он дебютировал в Гамбринус лиге.

## Международная карьера
В 2019 году в составе молодёжной сборной Нигерии Огбу принял участие в молодёжном Кубке Африки в Нигере. На турнире он сыграл в матчах против команд Бурунди, Нигера, Мали и дважды ЮАР.
В 2019 году в Огбу принял участие в молодёжном чемпионате мира в Польше. На турнире он сыграл в матчах против команд Украины и Сенегала.